# Peter Knust
Peter Knust (República Federal Alemana, 14 de septiembre de 1960) es un nadador alemán retirado especializado en pruebas de estilo libre, donde consiguió ser medallista de bronce mundial en 1978 en los 4x200 metros estilo libre.

## Carrera deportiva
En el Campeonato Mundial de Natación de 1978 celebrado en Berlín (Alemania), ganó la medalla de bronce en los relevos de 4x200 metros estilo , con un tiempo de 7:33.29 segundos, tras Estados Unidos (oro con 7:20.82 segundos que fue récord del mundo) y la Unión Soviética (plata con 7:28.41 segundos).